# Neochera zunitida
Neochera zunitida är en fjärilsart som beskrevs av Jean Baptiste Boisduval. Neochera zunitida ingår i släktet Neochera och familjen nattflyn. Inga underarter finns listade i Catalogue of Life.